# Liste des médaillés olympiques en football
Liste des joueurs et joueuses de football médaillés aux Jeux olympiques.

## Hommes
| Édition                        | Or | Argent | Bronze |
| 1900 Paris                     | Upton Park FC (Grande-Bretagne) James Henry Jones Claude Buckenham William Gosling Alfred Chalk T. E. Burridge William Quash Arthur Turner Frederick Spackman J. Nicholas James Zealley A. Haslam (capitaine) | Club français (France) Pierre Allemane Louis Bach Alfred Bloch Fernand Canelle René Ressejac-Duparc Eugène Fraysse Virgile Gaillard Georges Garnier René Grandjean Lucien Huteau Marcel Lamberg Maurice Macaire Gaston Peltier | Université de Bruxelles (Belgique) Albert Delbecque Hendrik van Heuckelum Raul Kelecom Marcel Leboutte Lucien Londot Ernest Moreau de Melen Eugène Neefs Gustave Pelgrims Alphonse Renier Hilaire Spanoghe Eric Thornton Camille Van Hoorden |
| 1904 Saint-Louis               | Galt FC (Canada) Ernest Linton Otto Christman George Ducker John Fraser John Gourlay Alexander Hall Albert Henderson Albert Johnson Robert Lane Gordon McDonald Frederick Steep Tom Taylor William Twaits Parnell Gourlay | Christian Brothers College (États-Unis) Charles Bartliff Warren Brittingham Oscar Brockmeyer Alexander Cudmore Charles January John January Thomas January Raymond Lawler Joe Lydon Louis Menges Peter Ratican | St. Rose Parish (États-Unis) Joseph Brady George Cooke Thomas Cooke Cormic Cosgrove Edward Dierkes Martin Dooling Frank Frost Claude Jameson Henry Jameson Johnson Leo O'Connell Harry Tate |
| 1908 Londres                   | Grande-Bretagne Horace Bailey Arthur Berry Frederick Chapman Walter Corbett Harold Hardman Robert Hawkes Kenneth Hunt Herbert Smith Harold Stapley Clyde Purnell Vivian Woodward George Barlow (en) Albert Bell (it) Ronald Brebner Wilfrid Crabtree (it) Walter Daffern (it) Chris Porter (en) Albert Scothern (it) | Danemark Peter Andersen Harald Bohr Charles Buchwald Ludvig Drescher Johannes Gandil Harald Hansen August Lindgren Kristian Middelboe Nils Middelboe Sophus Nielsen Oskar Nørland Bjørn Rasmussen Vilhelm Wolfhagen Magnus Bech (da) Ødbert Bjarnholt Knud Hansen (da) Einar Middelboe (en)                                                                              | Pays-Bas Reinier Beeuwkes Frans de Bruijn Kops Karel Heijting Jan Kok Bok de Korver Emil Mundt Lou Otten Jops Reeman Edu Snethlage Ed Sol Jan Thomée Caius Welcker Jan van den Berg Lo La Chapelle Vic Gonsalves John Heijning Toine van Renterghem |
| 1912 Stockholm                 | Grande-Bretagne Arthur Berry Ronald Brebner Thomas Burn Joseph Dines Ted Hanney Gordon Hoare Arthur Knight Henry Littlewort Douglas McWhirter Ivan Sharpe Harold Stamper Harold Walden Vivian Woodward Gordon Wright Horace Bailey Joe Bailey (en) Frederick Chapman Leonard Dawe William Martin (en) Sidney Sanders (it) Arthur Brown George Bancroft Charles Bradley John Elvey William Chapman Joseph Flavell Frederick Atkins Alec Barclay George How Frank Monk (en) William Callaghan Arthur Smith (en) Harry Raymond (en) John Grant (en) | Danemark Paul Berth Charles Buchwald Hjalmar Christoffersen Harald Hansen Sophus Hansen Emil Jørgensen Ivar Lykke Nils Middelboe Oskar Nielsen Poul Nielsen Sophus Nielsen Anthon Olsen Axel Petersen Axel Thufason Vilhelm Wolfhagen Svend Aage Castella Ludwig Drescher Axel Dyrberg (da) Viggo Malmqvist (da) Christian Morville                                      | Pays-Bas Piet Bouman Nico Bouvy Joop Boutmy Ge Fortgens Huug de Groot Bok de Korver Nico de Wolf Constant Feith Just Göbel Dirk Lotsy Caesar ten Cate Jan van Breda Kolff Jan van der Sluis Jan Vos David Wijnveldt Martin Houtkooper Wim van Eek (nl) Felix von Heijden Dolf van der Nagel                                                                            |
| 1920 Anvers                    | Belgique Félix Balyu Désiré Bastin Mathieu Bragard Robert Coppée Jean De Bie André Fierens Émile Hanse Georges Hebdin Louis Van Hege Henri Larnoe Joseph Musch Fernand Nisot Armand Swartenbroeks Oscar Verbeeck Julien Cnudde Léopold De Groof François Dogaer Georges Michel August Pelsmaeker Ivan Thys Léon Vandermeiren Fernand Wertz | Espagne Patricio Arabolaza Mariano Arrate Juan Artola José María Belauste Sabino Bilbao Ramón Eguiazábal Ramón Gil Domingo Gómez-Acedo Silverio Izaguirre Luis Otero Francisco Pagazaurtundúa Pichichi José Samitier Agustín Sancho Félix Sesúmaga Pedro Vallana Joaquín Vázquez Ricardo Zamora Manuel Carrasco Agustín Eizaguirre Román Emery Arocena Ramón González    | Pays-Bas Arie Bieshaar Leo Bosschart Evert Bulder Jaap Bulder Harry Dénis Jan van Dort Ber Groosjohan Felix von Heijden Frits Kuipers Dick MacNeill Jan de Natris Oscar van Rappard Henk Steeman Ben Verweij Tinus van Beurden Koos Boerdam (nl) Eb van der Kluft Evert van Linge Herman Legger Piet Peereboom (nl) Frans Tempel (nl) Jan de Vries                     |
| 1924 Paris                     | Uruguay José Andrade Pedro Arispe Pedro Céa Alfredo Ghierra Andrés Mazali José Nasazzi José Naya Pedro Petrone Ángel Romano Héctor Scarone Humberto Tomassina Santos Urdinarán José Vidal Alfredo Zibechi Pedro Casella Luis Chiappara Pedro Etchegoyen Zoilo Saldombide Pascual Somma Antonio Urdinarán Fermín Uriarte Pedro Zingone | Suisse Max Abegglen Félix Bédouret Walter Dietrich Karl Ehrenbolger Paul Fässler Edmond Kramer Adolphe Mengotti August Oberhauser Robert Pache Aron Pollitz Hans Pulver Rudolf Ramseyer Adolphe Reymond Paul Schmiedlin Paul Sturzenegger Charles Bouvier Gustav Gottenkieny Jean Haag Marcel Katz Louis Richard Theodor Schär Walter Weiler                             | Suède Axel Alfredsson Charles Brommesson Gustaf Carlsson Albin Dahl Sven Friberg Fritjof Hillén Konrad Hirsch Gunnar Holmberg Per Kaufeldt Tore Keller Rudolf Kock Sigfrid Lindberg Sven Lindqvist Evert Lundquist Sten Mellgren Sven Rydell Harry Sundberg Thorsten Svensson Karl Gustafsson Vigor Lindberg Gunnar Olsson Robert Zander                               |
| 1928 Amsterdam                 | Uruguay José Andrade Pedro Arispe Juan Arremón René Borjas Antonio Campolo Adhemar Canavesi Héctor Castro Pedro Céa Lorenzo Fernández Roberto Figueroa Alvaro Gestido Andrés Mazali José Nasazzi Pedro Petrone Juan Piriz Héctor Scarone Santos Urdinarán Peregrino Anselmo Venancio Bartibás Fausto Batignani Ángel Melogno Domingo Tejera | Argentine Ludovico Bidoglio Ángel Bossio Saúl Calandra Alfredo Carricaberry Roberto Cherro Octavio Díaz Juan Evaristo Manuel Ferreira Enrique Gainzarain Ángel Médici Luis Monti Rodolfo Orlandini Raimundo Orsi Fernando Paternoster Feliciano Perducca Domingo Tarasconi Alberto Helman Segundo Luna Pedro Ochoa Natalio Perinetti Luis Weihmuller Adolfo Zumelzú      | Italie Adolfo Baloncieri Elvio Banchero Delfo Bellini Fulvio Bernardini Umberto Caligaris Giampiero Combi Giovanni De Prà Pietro Genovesi Antonio Janni Virgilio Levratto Mario Magnozzi Silvio Pietroboni Alfredo Pitto Enrico Rivolta Virginio Rosetta Gino Rossetti Angelo Schiavio Valentino Degani Attilio Ferraris Felice Gasperi Pietro Pastore Andrea Viviano  |
| 1932 Los Angeles               | non inscrit au programme | non inscrit au programme | non inscrit au programme |
| 1936 Berlin                    | Italie Giuseppe Baldo Sergio Bertoni Carlo Biagi Giulio Cappelli Alfredo Foni Annibale Frossi Francesco Gabriotti Ugo Locatelli Libero Marchini Alfonso Negro Achille Piccini Pietro Rava Luigi Scarabello Bruno VenturiniMario Giani (it) Carlo Girometta Adolfo Giuntoli Mario Nicolini Lamberto Petri Sandro Puppo Corrado Tamietti Paolo Vannucci | Autriche Franz Fuchsberger Max Hofmeister Eduard Kainberger Karl Kainberger Martin Kargl Josef Kitzmüller Anton Krenn Ernst Künz Adolf Laudon Franz Mandl Klement Steinmetz Karl Wahlmüller Walter WerginzErnst Bacher Josef Ksander Anton Kleindienst Josef Lagovsky Alois Homschak Leo Schaffelhofer Karl Schreiber                                                    | Norvège Arne Brustad Nils Eriksen Odd Frantzen Sverre Hansen Rolf Holmberg Øivind Holmsen Fredrik Horn Magnar Isaksen Henry Johansen Jørgen Juve Reidar Kvammen Alf Martinsen Magdalon Monsen Frithjof UllebergHåkon Gundersen Kristian Henriksen Arne Ileby Rolf Johannessen Kjeld Kjos (en) Sverre Kvammen (en) Birger Pedersen (en) Petter Svennungsen              |
| 1948 Londres                   | Suède Sune Andersson Henry Carlsson Gunnar Gren Börje Leander Nils Liedholm Torsten Lindberg Erik Nilsson Bertil Nordahl Gunnar Nordahl Knut Nordahl Kjell Rosén Birger Rosengren Kalle Svensson Pär Bengtsson Rune Emanuelsson Egon Jönsson Stellan Nilsson Stig Nyström | Yougoslavie Aleksandar Atanacković Stjepan Bobek Miroslav Brozović Željko Čajkovski Zlatko Čajkovski Zvonimir Cimermančić Miodrag Jovanović Ljubomir Lovrić Prvoslav Mihajlović Rajko Mitić Franjo Šoštarić Branko Stanković Kosta Tomašević Bernard Vukas Franjo WölflBožo Broketa Ivan Jazbinšek Ratko Kacian Frane Matošić Bela Palfi Aleksandar Petrović Josip Takač | Danemark John Hansen Karl Aage Hansen Ivan Jensen Hans Viggo Jensen Knud Lundberg Eigil Nielsen Knud Børge Overgaard Axel Pilmark Johannes Pløger Carl Aage Præst Holger Seebach Jørgen Leschly Sørensen Dion ØrnvoldJørgen W. Hansen Poul Petersen Knud Bastrup-Birk Hans Colberg Ove Jensen Erik Kuld Jensen Erling Sørensen Per Knudsen Edvin Hansen                |
| 1952 Helsinki                  | Hongrie Gyula Grosics Jenő Dalnoki Mihály Lantos Imre Kovács Gyula Lóránt József Bozsik László Budai Sándor Kocsis Nándor Hidegkuti Ferenc Puskás Zoltán Czibor Jenő Buzánszky József Zakariás Lajos Csordás Péter PalotásSándor Gellér János Börzsei (en) Géza Henni (en) Ferenc Szojka János Varga (hu) | Yougoslavie Vladimir Beara Branko Stanković Tomislav Crnković Zlatko Čajkovski Ivan Horvat Vujadin Boškov Tihomir Ognjanov Rajko Mitić Bernard Vukas Stjepan Bobek Branko Zebec Dušan Cvetković Ratko Čolić Vladimir Čonč Milorad Diskić Vladimir Firm Slavko Luštica Zdravko Rajkov Branko Kralj Nikola Radović                                                         | Suède Kalle Svensson Lennart Samuelsson Erik Nilsson Holger Hansson Bengt Gustavsson Gösta Lindh Sylve Bengtsson Gösta Löfgren Ingvar Rydell Yngve Brodd Gösta Sandberg Olle Åhlund Tore Svensson Lars Karlsson (pl) Karl-Erik Andersson Sven Hjertsson Åke Jönsson Lars Eriksson Nils-Åke Sandell Egon Jönsson                                                        |
| 1956 Melbourne                 | Union soviétique Lev Yachine Nikolai Tishchenko Mikhail Ogonkov Aleksei Paramonov Anatoli Bashashkin Igor Netto Boris Tatushin Anatoli Isayev Eduard Streltsov Valentin Ivanov Vladimir Ryzhkin Boris Kuznetsov Iosif Betsa Sergei Salnikov Boris Razinsky Anatoli Maslyonkin Anatoli Iline Nikita SimonianAnatoli Porkhunov Yury Belyayev (en) | Yougoslavie Mladen Koščak Nikola Radović Ivan Šantek Ljubiša Spajić Dobrosav Krstić Dragoslav Šekularac Zlatko Papec Sava Antić Todor Veselinović Muhamed Mujić Blagoje Vidinić Ibrahim Biogradlić Luka Lipošinović Mladen Koščak Vladica PopovićPetar Radenković Kruno Radiljević Joško Vidošević                                                                       | Bulgarie Stefan Boskov Georgi Najdenov Kiril Rakarov Manol Manolov Nikola Kovachev Panajot Panajotov Ivan Kolev Krum Yanev Gavril Stoyanov Todor Diev Yordan Yosifov Georgi Dimitrov Milcho Goranov Dimitar MilanovIlja Kirchev |
| 1960 Rome                      | Yougoslavie Andrija Anković Vladimir Durković Milan Galić Fahrudin Jusufi Tomislav Knez Borivoje Kostić Aleksandar Kozlina Dušan Maravić Željko Matuš Željko Perušić Novak Roganović Velimir Sombolac Milutin Šoškić Silvester Takač Blagoja Vidinić Ante ŽanetićZvonko Bego Žarko Nikolić | Danemark Poul Andersen John Danielsen Henning Enoksen Henry From Bent Hansen Poul Jensen Flemming Nielsen Hans Christian Nielsen Harald Nielsen Poul Pedersen Jørn Sørensen Tommy TroelsenErik Gaardhøje Jørgen Hansen Henning Helbrandt Erling Linde Larsen Bent Krog Poul Mejer Finn Sterobo                                                                           | Hongrie Flórián Albert Jenő Dalnoki Zoltán Dudás János Dunai Lajos Faragó János Göröcs Ferenc Kovács Dezsö Novák Pál Orosz Tibor Pál Gyula Rákosi Imre Sátori Ernö Solymosi Gábor Török Pál Várhidi Oszkár VilezsálAntal Szentmihályi Kálmán Mészöly László Pál |
| 1964 Tokyo                     | Hongrie Ferenc Bene Tibor Csernai Janos Farkas József Gelei Kálmán Ihász Sándor Katona Antal Szentmihályi Imre Komora Ferenc Nogradi Karoly Palotai Dezsö Novák Árpád Orbán Gusztáv Szepesi Zoltán VargaAntal Dunai Pál Orosz Benő Káposzta György Nagy István Nagy | Tchécoslovaquie Jan Brumovský Ludovit Cvetler Ján Geleta František Knebort Karel Knesl Karel Lichtnégl Vojtech Masný Štefan Matlák Ivan Mráz Karel Nepomucký Zdeněk Pičman František Schmucker Anton Švajlen Anton Urban František Valošek Josef Vojta Vladimir Weiss | Équipe unifiée d'Allemagne Wolfgang Barthels Bernd Bauchspieß Gerhard Körner Otto Fräßdorf Henning Frenzel Dieter Engelhardt Herbert Pankau Manfred Geisler Jürgen Heinsch Klaus Lisiewicz Jürgen Nöldner Peter Rock Klaus-Dieter Seehaus Hermann Stöcker Werner Unger Klaus Urbanczyk Eberhard Vogel Manfred Walter Horst WeigangGerd Backhaus                        |
| 1968 Mexico                    | Hongrie István Básti Antal Dunai Lajos Dunai Ernő Noskó Dezsö Novák Károly Fatér László Fazekas István Juhász László Keglovich Lajos Kocsis Iván Menczel László Nagy Miklós Páncsics István Sárközi Lajos Szűcs Zoltán Szarka Miklós SzalayZoltán Varga Bertalan Bicskei | Bulgarie Stoyan Yordanov Atanas Gerov Georgi Hristakiev Milko Gaydarski Kiril Ivkov Ivaylo Georgiev Tsvetan Veselinov Evgeni Yanchovski Petar Jekov Atanas Mikhaïlov Georgi Vasilev Kiril Stankov Asparuh Nikodimov Mihail Gyonin Yancho Dimitrov Georgi Tsvetkov Ivan Zafirov Todor KrastevMitiu Monev                                                                  | Japon Kenzo Yokoyama Hiroshi Katayama Masakatsu Miyamoto Yoshitada Yamaguchi Mitsuo Kamata Kiyoshi Tomizawa Takaji Mori Aritatsu Ogi Eizo Yuguchi Shigeo Yaegashi Teruki Miyamoto Masashi Watanabe Yasuyuki Kuwahara Kunishige Kamamoto Ikuo Matsumoto Ryuichi SugiyamaRyozo Suzuki Masahiro Hamazaki                                                                  |
| 1972 Munich                    | Pologne Hubert Kostka Zbigniew Gut Jerzy Gorgoń Zygmunt Anczok Lesław Ćmikiewicz Zygmunt Maszczyk Jerzy Kraska Kazimierz Deyna Zygfryd Szołtysik Włodzimierz Lubański Robert Gadocha Ryszard Szymczak Antoni Szymanowski Joachim Marx Grzegorz Lato Marian Ostafiński Kazimierz KmiecikAndrzej Jarosik Marian Szeja | Hongrie István Géczi Péter Vépi Miklós Páncsics Péter Juhász Lajos Szűcs Csaba Vidáts Mihály Kozma Kálmán Tóth Antal Dunai Lajos Kü Béla Váradi József Kovács Ede Dunai László Branikovits László Bálint Lajos Kocsis Ádám RothermelIstván Básti Imre Rapp | Union soviétique Oleg Blokhine Murtaz Khurtsilava Yuri Istomin Vladimir Kaplichny Viktor Kolotov Evgeny Lovchev Sergueï Olchanski Evgueni Roudakov Viatcheslav Semionov Gennadi Evryuzhikhin Oganes Zanazanyan Andreï Yakubik Arkadi Andreasyan Revaz Dzodzuaschvili József Szabó Iouri Ieliseïev Vladimir Onischenko Anatoli Kuksov Vladimir Pilguy                   |
| 1972 Munich                    | Pologne Hubert Kostka Zbigniew Gut Jerzy Gorgoń Zygmunt Anczok Lesław Ćmikiewicz Zygmunt Maszczyk Jerzy Kraska Kazimierz Deyna Zygfryd Szołtysik Włodzimierz Lubański Robert Gadocha Ryszard Szymczak Antoni Szymanowski Joachim Marx Grzegorz Lato Marian Ostafiński Kazimierz KmiecikAndrzej Jarosik Marian Szeja | Hongrie István Géczi Péter Vépi Miklós Páncsics Péter Juhász Lajos Szűcs Csaba Vidáts Mihály Kozma Kálmán Tóth Antal Dunai Lajos Kü Béla Váradi József Kovács Ede Dunai László Branikovits László Bálint Lajos Kocsis Ádám RothermelIstván Básti Imre Rapp | Allemagne de l'Est Jürgen Croy Manfred Zapf Konrad Weise Bernd Bransch Jürgen Pommerenke Jürgen Sparwasser Hans-Jürgen Kreische Joachim Streich Wolfgang Seguin Peter Ducke Frank Ganzera Lothar Kurbjuweit Eberhard Vogel Harald Irmscher Ralf Schulenberg Reinhard Häfner Siegmar WätzlichDieter Schneider Axel Tyll                                                 |
| 1976 Montréal                  | Allemagne de l'Est Hans-Ulrich Grapenthin Wilfried Gröbner Jürgen Croy Gerd Weber Hans-Jürgen Dörner Konrad Weise Lothar Kurbjuweit Reinhard Lauck Gerd Heidler Reinhard Häfner Hans-Jürgen Riediger Bernd Bransch Martin Hoffmann Gerd Kische Wolfram Löwe Hartmut Schade Dieter Riedel | Pologne Jan Tomaszewski Piotr Mowlik Antoni Szymanowski Jerzy Gorgoń Wojciech Rudy Władysław Żmuda Zygmunt Maszczyk Grzegorz Lato Henryk Wawrowski Henryk Kasperczak Roman Ogaza Kazimierz Kmiecik Kazimierz Deyna Andrzej Szarmach Henryk Wieczorek Lesław Ćmikiewicz Jan Benigier                                                                                      | Union soviétique Vladimir Astapovski Anatoli Konkov Viktor Matvienko Mikhail Fomenko Stefan Reshko Vladimir Trochkine Vladimir Onischenko Viktor Kolotov Vladimir Veremeev Oleg Blokhine Leonid Buryak Vladimir Fedorov Aleksandr Minayev Viktor Zvyagintsev Leonid NazarenkoDavid Kipiani Aleksandr Prokhorov                                                         |
| 1980 Moscou                    | Tchécoslovaquie Stanislav Seman Luděk Macela Josef Mazura Libor Radimec Zdeněk Rygel Petr Němec Ladislav Vízek Jan Berger Jindřich Svoboda Luboš Pokluda Werner Lička Rostislav Václavíček Oldřich Rott Zdeněk Šreiner František Štambacher František KunzoJaroslav Netolička | Allemagne de l'Est Bodo Rudwaleit Artur Ullrich Lothar Hause Frank Uhlig Frank Baum Rüdiger Schnuphase Frank Terletzki Wolfgang Steinbach Jürgen Bähringer Werner Peter Dieter Kühn Norbert Trieloff Matthias Müller Matthias Liebers Bernd Jakubowski Andreas Trautmann Wolf-Rüdiger Netz                                                                               | Union soviétique Rinat Dasaev Tengiz Sulakvelidze Alexander Chivadze Vagiz Khidiyatullin Oleg Romantsev Sergueï Chavlo Sergueï Andreïev Vladimir Bessonov Youri Gavrilov Fyodor Cherenkov Valeri Gazzaev Vladimir Pilguy Sergueï Baltacha Sergueï Nikouline Khoren Oganesian Aleksandr Prokopenko Revaz Chelebadze                                                     |
| 1984 Los Angeles               | France William Ayache Michel Bibard Dominique Bijotat François Brisson Patrick Cubaynes Patrice Garande Philippe Jeannol Guy Lacombe Jean-Claude Lemoult Jean-Philippe Rohr Albert Rust Didier Senac Jean-Christophe Thouvenel José Touré Daniel Xuereb Jean-Louis ZanonMichel Bensoussan | Brésil Pinga David Cortes da Silva Milton Cruz André Luís Ferreira Mauro Galvão Tonho Gil Kita Gilmar Popoca Silvinho Gilmar Ademir Paulo Santos Ronaldo Silva Dunga Francisco Vidal Luís Carlos WinckLuís Henrique Dias | Yougoslavie Mirsad Baljić Mehmed Baždarević Vlado Čapljić Borislav Cvetković Stjepan Deverić Milko Djurovski Marko Elsner Nenad Gračan Tomislav Ivković Srečko Katanec Branko Miljuš Mitar Mrkela Jovica Nikolić Ivan Pudar Ljubomir Radanović Admir Smajić Dragan Stojković                                                                                           |
| 1988 Séoul                     | Union soviétique Dmitri Kharine Guela Ketachvili Igor Skliarov Oleksiy Tcherednik Arvidas Ianonis Evgueni Kouznetsov Igor Ponomaryov Aleksandr Borodiouk Igor Dobrovolski Vladimir Lioutyi Evgueni Iarovenko Sergueï Fokine Vladimir Tatarchouk Alexeï Mikhaïlitchenko Viktor Lossev Sergueï Gorloukovitch Iouri Savitchev Arminas NarbekovasAleksei Proudnikov Vadim Tichtchenko | Brésil Taffarel Jorginho Luís Carlos Winck André Cruz Batista Ademir Edmar Andrade Careca Milton Geovani Silva Neto João Paulo Bebeto Aloísio RomárioRicardo Gomes Mazinho Valdo Filho Zé Carlos | Allemagne de l'Ouest Michael Schulz Armin Görtz Wolfgang Funkel Thomas Hörster Olaf Janßen Rudolf Bommer Holger Fach Jürgen Klinsmann Wolfram Wuttke Frank Mill Uwe Kamps Roland Grahammer Thomas Häßler Christian Schreier Fritz Walter Ralf Sievers Gerhard Kleppinger Karlheinz RiedleOliver Reck Gunnar Sauer                                                      |
| 1992 Barcelone                 | Espagne José Emilio Amavisca Rafael Berges Abelardo Albert Ferrer Josep Guardiola Miguel Hernández Toni Jiménez Mikel Lasa Juan Manuel López Luis Enrique Kiko Alfonso Pérez Antonio Pinilla Francisco Soler Atencia Gabriel Vidal Roberto Solozábal David Villabona Francisco VezaJavier Manjarín Paqui Santiago Cañizares | Pologne Dariusz Adamczuk Marek Bajor Jerzy Brzęczek Marek Koźmiński Dariusz Gęsior Marcin Jałocha Tomasz Łapiński Tomasz Wałdoch Aleksander Kłak Andrzej Kobylański Ryszard Staniek Wojciech Kowalczyk Andrzej Juskowiak Grzegorz Mielcarski Piotr Świerczewski Mirosław WalogóraDariusz Koseła Arkadiusz Onyszko Dariusz Szubert Tomasz Wieszczycki                     | Ghana Joachim Yaw Acheampong Simon Addo Sammi Adjei Maxwell Konadu Mamood Amadu Isaac Asare Frank Amankwah Nii Lamptey Bernard Aryee Kwame Ayew Mohammed Gargo Mohammed Kalilu Ibrahim Dossey Samuel Kuffour Samuel Kumah Anthony Mensah Alex Nyarko Yaw Preko Shamo Quaye Oli Rahman                                                                                  |
| 1996 Atlanta                   | Nigeria Daniel Amokachi Emmanuel Amunike Tijani Babangida Celestine Babayaro Teslim Fatusi Victor Ikpeba Dosu Joseph Nwankwo Kanu Garba Lawal Abiodun Obafemi Uche Okechukwu Jay-Jay Okocha Sunday Oliseh Mobi Oparaku Wilson Oruma Taribo WestJonathan Akpoborie Emmanuel Babayaro Abiodun Baruwa Ndubuisi Ndah Kingsley Obiekwu Patrick Pascal (en) | Argentine Pablo Oscar Cavallero Roberto Ayala José Chamot Javier Zanetti Matías Almeyda Roberto Sensini Claudio López Diego Simeone Hernán Crespo Ariel Ortega Marcelo Delgado Hugo Morales Carlos Bossio Pablo Paz Christian Bassedas Mauricio Pineda Gustavo López Marcelo GallardoGuillermo Barros Schelotto Pablo Lavallén Juan Pablo Sorín Juan Sebastián Verón     | Brésil Dida Zé María Aldair Ronaldo Flávio Conceição Roberto Carlos Bebeto Amaral Juninho Rivaldo Sávio Narciso André Luiz Zé Elias Marcelinho Paulista Luizão Ronaldo GuiaroRogério Ceni Danrlei Giovanni Paulo Jamelli André Cruz |
| 2000 Sydney                    | Cameroun Samuel Eto'o Serge Mimpo Clément Beaud Aaron Nguimbat Joel Epalle Modeste M'Bami Patrice Abanda Nicolas Alnoudji Daniel Bekono Serge Branco Lauren Carlos Kameni Patrick Mboma Albert Meyong Daniel Ngom Kome Geremi Patrick Suffo Pierre WomeGeorges Messi (en) | Espagne Daniel Aranzubía Jesús María Lacruz Joan Capdevila Carlos Marchena Unai Vergara David Albelda Miguel Ángel Angulo Xavi José Mari Gabri Jordi Ferrón Carles Puyol Albert Luque Iván Amaya Ismael Ruiz Toni Velamazán Raúl TamudoIván Ania Javier Dorado Felip Ortíz Jesuli César Láinez                                                                           | Chili Nelson Tapia Cristian Álvarez Claudio Maldonado David Henríquez Pablo Contreras Pedro Reyes Sebastián González David Pizarro Iván Zamorano Francisco Arrué Reinaldo Navia Rodrigo Núñez Tello Manuel Ibarra Rafael Olarra Patricio Ormazábal Mauricio Rojas Jhonny HerreraJavier di Gregorio Milovan Mirosevic Andrés Oroz Héctor Tapia                          |
| 2004 Athènes                   | Argentine Roberto Ayala Nicolás Burdisso Fabricio Coloccini Gabriel Heinze Clemente Rodríguez Javier Mascherano Kily González Andres D'Alessandro Lucho González Nicolás Medina Cesar Delgado Carlos Tévez Mauro Rosales Javier Saviola Mariano González German LuxOscar Ustari Wilfredo Caballero Leandro Fernández Luciano Figueroa Gonzalo Javier Rodríguez Maxi Rodríguez | Paraguay Emilio Martínez Julio Manzur Carlos Gamarra José Devaca Celso Esquivel Pablo Giménez Edgar Barreto Fredy Bareiro Diego Figueredo Aureliano Torres Pedro Benítez Julio César Enciso Julio González Ernesto Cristaldo Osvaldo Díaz José Cardozo Diego BarretoEver Caballero Víctor Hugo Mareco Rodrigo Romero Roque Santa Cruz Nelson Valdez                      | Italie Giorgio Chiellini Emiliano Moretti Matteo Ferrari Daniele Bonera Daniele De Rossi Giampiero Pinzi Angelo Palombo Alberto Gilardino Andrea Pirlo Giuseppe Sculli Andrea Gasbarroni Andrea Barzagli Cesare Bovo Marco Donadel Simone Del Nero Giandomenico Mesto Ivan PelizzoliFederico Agliardi Marco Amelia Alberto Aquilani Rolando Bianchi Alessandro Potenza |
| 2008 Pékin                     | Argentine Oscar Ustari Ezequiel Garay Luciano Fabián Monzón Pablo Zabaleta Fernando Gago Federico Fazio José Ernesto Sosa Éver Banega Ezequiel Lavezzi Juan Román Riquelme Ángel Di María Nicolás Pareja Lautaro Acosta Javier Mascherano Lionel Messi Sergio Agüero Diego Buonanotte Sergio RomeroNicolas Navarro | Nigeria Ambruse Vanzekin Chibuzor Okonkwo Taye Taiwo Onyekachi Apam Dele Adeleye Monday James Chinedu Obasi Sani Kaita Victor Nsofor Obinna Isaac Promise Solomon Okoronkwo Oluwafemi Ajilore Olubayo Adefemi Peter Odemwingie Efe Ambrose Victor Anichebe Emmanuel EkpoIkechukwu Ezenwa Oladapu Olufemi                                                                 | Brésil Renan Rafinha Alex Silva Thiago Silva Marcelo Ilsinho Breno Hernanes Anderson Lucas Ronaldinho Ramires Diego Thiago Neves Alexandre Pato Rafael Sóbis JôDiego Alves |
| 2012 Londres                   | Mexique José Corona Israel Jiménez Carlos Salcido Hiram Mier Dárvin Chávez Héctor Herrera Javier Cortés Marco Fabián Oribe Peralta Giovani dos Santos Javier Aquino Raúl Jiménez Diego Reyes Jorge Enríquez Néstor Vidrio Miguel PonceJosé Antonio Rodríguez Néstor Araujo Alan Pulido Cándido Ramírez (en) Jorge Hernández (en) Liborio Sánchez (en) | Brésil Gabriel Rafael Thiago Silva Juan Jesus Sandro Marcelo Lucas Rômulo Leandro Damião Oscar Neymar Hulk Bruno Uvini Danilo Alex Sandro Ganso Alexandre Pato NetoMarquinhos Giuliano Casemiro Rafael Cabral | Corée du Sud Jung Sung-ryong Oh Jae-suk Yun Suk-young Kim Young-gwon Kim Kee-hee Ki Sung-yueng Kim Bo-Kyung Baek Sung-dong Ji Dong-won Park Chu-young Nam Tae-hee Hwang Seok-ho Koo Ja-cheol Kim Chang-soo Park Jong-woo Jung Woo-young Kim Hyun-sung Lee Beom-youngJeong Dong-ho (en) Kim Min-woo Yun Il-lok Kim Young-kwang                                          |
| 2016 Rio de Janeiro            | Brésil Weverton Zeca Rodrigo Caio Marquinhos Renato Augusto Douglas Santos Luan Rafinha Gabriel Neymar Gabriel Jesus Walace William Luan Garcia Rodrigo Dourado Thiago Maia Felipe AndersonJean Fernando Prass Gustavo Henrique (en) Uilson Valdívia (en) Felipe Vizeu | Allemagne Timo Horn Jeremy Toljan Lukas Klostermann Matthias Ginter Niklas Süle Sven Bender Max Meyer Lars Bender Davie Selke Leon Goretzka Julian Brandt Philipp Max Robert Bauer Max Christiansen Grischa Prömel Serge Gnabry Nils PetersenLeonardo Bittencourt Christian Günter Jannik Huth Sebastian Kerk Eric Oelschlägel                                           | Nigeria Daniel Akpeyi Seth Muenfuh Sincere Kingsley Madu Shehu Abdullahi Saturday Erimuya William Troost-Ekong Aminu Umar Oghenekaro Etebo Imoh Ezekiel John Obi Mikel Junior Ajayi Popoola Saliu Umar Sadiq Azubuike Okechukwu Ndifreke Udo Stanley Amuzie Usman Mohammed Emmanuel DanielTaiwo Awoniyi Yusuf Muhammed Bala Stanley Dimgba (en) Saviour Godwin (en)    |
| 2020 Tokyo                     | Brésil Santos Gabriel Menino Diego Carlos Guilherme Arana Dani Alves Bruno Fuchs Nino Abner Vinícius Douglas Luiz Bruno Guimarães Malcom Matheus Henrique Reinier Claudinho Paulinho Matheus Cunha Richarlison Antony Gabriel MartinelliRicardo Graça Brenno Lucão | Espagne Unai Simón Óscar Mingueza Marc Cucurella Pau Torres Jesús Vallejo Mikel Merino Eric García Óscar Gil Juan Miranda Martín Zubimendi Dani Ceballos Carlos Soler Jon Moncayola Pedri Marco Asensio Rafa Mir Mikel Oyarzabal Javi Puado Dani Olmo Bryan GilIván Villar Álvaro Fernández                                                                              | Mexique Luis Malagón Guillermo Ochoa Jorge Sánchez César Montes Jesús Alberto Angulo Johan Vásquez Vladimir Loroña Adrián Mora Érick Aguirre Luis Romo Carlos Rodríguez Diego Lainez Uriel Antuna José Esquivel Sebastián Córdova Ricardo Angulo Fernando Beltrán Henry Martín Alexis Vega Eduardo Aguirre Roberto AlvaradoSebastián Jurado                            |
| 2024 Paris résultats détaillés | Espagne Álex Baena Pablo Barrios Adrián Bernabé Sergio Camello Pau Cubarsí Eric García Sergio Gómez Miguel Gutiérrez Alejandro Iturbe Diego López Fermín López Juan Miranda Cristhian Mosquera Samu Omorodion Aimar Oroz Jon Pacheco Marc Pubill Abel Ruiz Juanlu Sánchez Arnau Tenas Beñat TurrientesJoan García | France Maghnes Akliouche Loïc Badé Rayan Cherki Joris Chotard Andy Diouf Désiré Doué Arnaud Kalimuendo Manu Koné Alexandre Lacazette Johann Lepenant Bradley Locko Castello Lukeba Soungoutou Magassa Jean-Philippe Mateta Chrislain Matsima Enzo Millot Obed Nkambadio Michael Olise Guillaume Restes Kiliann Sildillia Adrien TruffertThéo De Percin                   | Maroc Ilias Akhomach Eliesse Ben Seghir Benjamin Bouchouari Mehdi Boukamir Oussama El Azzouzi Munir El Kajoui Bilal El Khannouss Zakaria El Ouahdi Abde Ezzalzouli Achraf Hakimi Yassine Kechta El Mehdi Maouhoub Akram Nakach Soufiane Rahimi Amir Richardson Adil Tahif Oussama TarghallineRachid Ghanimi Haytam Manaout                                             |

## Femmes
| Édition                        | Or | Argent | Bronze |
| 1996 Atlanta                   | États-Unis Cindy Parlow Carla Overbeck Tiffany Roberts Brandi Chastain Staci Wilson Shannon MacMillan Mia Hamm Michelle Akers-Stahl Julie Foudy Carin Gabarra Kristine Lilly Joy Fawcett Tisha Venturini Tiffeny Milbrett Briana ScurryAmanda Cromwell Mary Harvey Thori Staples Bryan Saskia Webber                                                        | Chine Wang Liping Fan Yunjie Yu Hongqi Xie Huilin Zhao Lihong Wei Haiying Shui Qingxia Sun Wen Liu Ailing Sun Qingmei Wen Lirong Liu Ying Chen Yufeng Shi Guihong Gao HongNiu Lijie Zhang Yan Zhong Honglian | Norvège Bente Nordby Agnete Carlsen Gro Espeseth Nina Nymark Andersen Merete Myklebust Hege Riise Anne Nymark Andersen Heidi Støre Marianne Pettersen Linda Medalen Brit Sandaune Tina Svensson Tone Haugen Trine Tangeraas Ann-Kristin Aarønes Tone Gunn FrustølReidun Seth Ingrid Sternhoff Kjersti Thun                                                            |
| 2000 Sydney                    | Norvège Gro Espeseth Bente Nordby Marianne Pettersen Hege Riise Kristin Bekkevold Ragnhild Gulbrandsen Solveig Gulbrandsen Margunn Haugenes Christine Bøe Jensen Silje Jørgensen Monica Knudsen Gøril Kringen Unni Lehn Dagny Mellgren Anita Rapp Brit SandauneAnne Bugge-Paulsen (en) Ingeborg Hovland Astrid Johannessen (en) Bente Kvitland Kjersti Thun | États-Unis Brandi Chastain Joy Fawcett Julie Foudy Mia Hamm Kristine Lilly Tiffeny Milbrett Cindy Parlow Lorrie Fair Michelle French Shannon MacMillan Siri Mullinix Christie Pearce Nikki Serlenga Kate SobreroCarla Overbeck Briana Scurry Aly Wagner Jenni Branam (en) Susan Bush (en) Michelle French Danielle Slaton Christie Welsh (en) Sara Whalen                   | Allemagne Ariane Hingst Melanie Hoffmann Steffi Jones Renate Lingor Maren Meinert Sandra Minnert Claudia Müller Birgit Prinz Silke Rottenberg Kerstin Stegemann Bettina Wiegmann Tina Wunderlich Nicole Brandebusemeyer Doris Fitschen Jeanette Götte Stefanie Gottschlich Inka GringsPia Wunderlich Martina Müller Andrea Schaller (en) Sandra Smisek Nadine Angerer |
| 2004 Athènes                   | États-Unis Briana Scurry Heather Mitts Christie Rampone Cat Reddick Lindsay Tarpley Brandi Chastain Shannon Boxx Angela Hucles Mia Hamm Aly Wagner Julie Foudy Cindy Parlow Kristine Lilly Joy Fawcett Kate Markgraf Abby Wambach Heather O'ReillyShannon MacMillan Tiffany Roberts Lorrie Fair Hope Solo Kristin Luckenbill                                | Brésil Andréia Mônica Tânia Juliana Daniela Rosana Renata Costa Aline Formiga Elaine Maycon Pretinha Marta Cristiane Roseli GrazielleDayane Maravilha | Allemagne Silke Rottenberg Kerstin Stegemann Kerstin Garefrekes Steffi Jones Sarah Guenther Viola Odebrecht Pia Wunderlich Petra Wimbersky Birgit Prinz Renate Lingor Martina Müller Navina Omilade Sandra Minnert Isabell Bachor Sonja Fuss Conny Pohlers Ariane HingstAnja Mittag Britta Carlson Alexandra Schwald (de) Sandra Smisek Nadine Angerer                |
| 2008 Pékin                     | États-Unis Hope Solo Heather Mitts Christie Rampone Rachel Buehler Lindsay Tarpley Natasha Kai Shannon Boxx Amy Rodriguez Heather O'Reilly Aly Wagner Carli Lloyd Lauren Cheney Tobin Heath Stephanie Cox Kate Markgraf Angela Hucles Lori ChalupnyNicole Barnhart                                                                                          | Brésil Andréia Simone Andréia Rosa Tânia Renata Costa Maycon Daniela Formiga Ester Marta Cristiane Bárbara Francielle Pretinha Fabiana Érika Maurine Rosana | Allemagne Nadine Angerer Kerstin Stegemann Babett Peter Annike Krahn Linda Bresonik Melanie Behringer Sandra Smisek Birgit Prinz Renate Lingor Anja Mittag Célia Okoyino da Mbabi Simone Laudehr Fatmire Bajramaj Conny Pohlers Ariane Hingst Kerstin GarefrekesSaskia Bartusiak Ursula Holl                                                                          |
| 2012 Londres                   | États-Unis Hope Solo Heather Mitts Christie Rampone Becky Sauerbrunn Kelley O'Hara Amy LePeilbet Shannon Boxx Amy Rodriguez Heather O'Reilly Carli Lloyd Sydney Leroux Lauren Cheney Alex Morgan Abby Wambach Megan Rapinoe Rachel Buehler Tobin HeathNicole Barnhart Lori Lindsey Meghan Klingenberg Christen Press Jill Loyden                            | Japon Miho Fukumoto Yukari Kinga Azusa Iwashimizu Saki Kumagai Aya Sameshima Mizuho Sakaguchi Kozue Ando Aya Miyama Nahomi Kawasumi Homare Sawa Shinobu Ohno Kyoko Yano Karina Maruyama Asuna Tanaka Megumi Takase Mana Iwabuchi Yūki Ōgimi Ayumi KaihoriSaori Ariyoshi Megumi Kamionobe Ami Ōtaki Erina Yamane                                                             | Canada Karina LeBlanc Chelsea Stewart Carmelina Moscato Robyn Gayle Kaylyn Kyle Rhian Wilkinson Diana Matheson Candace Chapman Lauren Sesselmann Desiree Scott Christine Sinclair Sophie Schmidt Melissa Tancredi Kelly Parker Jonelle Filigno Brittany Timko Erin McLeod Marie-Eve NaultEmily Zurrer Melanie Booth Christina Julien Justine Bernier                  |
| 2016 Rio de Janeiro            | Allemagne Almuth Schult Josephine Henning Saskia Bartusiak Leonie Maier Annike Krahn Simone Laudehr Melanie Behringer Lena Goeßling Alexandra Popp Dzsenifer Marozsán Anja Mittag Tabea Kemme Sara Däbritz Babett Peter Mandy Islacker Melanie Leupolz Isabel Kerschowski Svenja HuthLaura Benkarth Kathrin Hendrich Lina Magull Lisa Weiß                  | Suède Jonna Andersson Emilia Appelqvist Kosovare Asllani Emma Berglund Stina Blackstenius Lisa Dahlkvist Magdalena Ericsson Nilla Fischer Pauline Hammarlund Sofia Jakobsson Hedvig Lindahl Fridolina Rolfö Elin Rubensson Jessica Samuelsson Lotta Schelin Caroline Seger Linda Sembrant Olivia SchoughHilda Carlén Hanne Gråhns (en) Amanda Ilestedt Emelie Lundberg (en) | Canada Stephanie Labbé Allysha Chapman Kadeisha Buchanan Shelina Zadorsky Rebecca Quinn Deanne Rose Rhian Wilkinson Diana Matheson Josée Bélanger Ashley Lawrence Desiree Scott Christine Sinclair Sophie Schmidt Melissa Tancredi Nichelle Prince Janine Beckie Jessie Fleming Sabrina D'AngeloGabrielle Carle Kaylyn Kyle Marie-Ève Nault Kailen Sheridan           |
| 2020 Tokyo                     | Canada Stephanie Labbé Kailen Sheridan Allysha Chapman Kadeisha Buchanan Shelina Zadorsky Jayde Riviere Ashley Lawrence Vanessa Gilles Gabrielle Carle Quinn Julia Grosso Desiree Scott Jessie Fleming Sophie Schmidt Deanne Rose Adriana Leon Christine Sinclair Évelyne Viens Nichelle Prince Janine Beckie Jordyn HuitemaErin McLeod                     | Suède Hedvig Lindahl Jennifer Falk Jonna Andersson Emma Kullberg Hanna Glas Magdalena Eriksson Nathalie Björn Hanna Bennison Lina Hurtig Olivia Schough Filippa Angeldal Caroline Seger Julia Roddar Madelen Janogy Kosovare Asllani Sofia Jakobsson Stina Blackstenius Fridolina Rolfö Anna Anvegård Rebecka BlomqvistZećira Mušović                                       | États-Unis Alyssa Naeher Adrianna Franch Crystal Dunn Becky Sauerbrunn Kelley O'Hara Tierna Davidson Emily Sonnett Abby Dahlkemper Casey Krueger Sam Mewis Kristie Mewis Julie Ertz Lindsey Horan Rose Lavelle Catarina Macario Tobin Heath Carli Lloyd Christen Press Alex Morgan Megan Rapinoe Lynn WilliamsJane Campbell                                           |
| 2024 Paris résultats détaillés | États-Unis Korbin Albert Croix Bethune (en) Sam Coffey Tierna Davidson Crystal Dunn Emily Fox Naomi Girma Lindsey Horan Casey Krueger Rose Lavelle Alyssa Naeher Jenna Nighswonger Trinity Rodman Sophia Smith Emily Sonnett Mallory Swanson Lynn WilliamsCasey Murphy Emily Sams (en) Jaedyn Shaw                                                          | Brésil Adriana Ana Vitória Angelina Antônia (en) Duda Sampaio (en) Gabi Nunes Gabi Portilho Jheniffer (en) Kerolin Lauren (en) Lorena Ludmila Marta Priscila (en) Rafaelle Souza Tamires Tarciane Thaís (en) Vitória Yaya YasmimLuciana Tainá | Allemagne Ann-Katrin Berger Jule Brand Klara Bühl Sara Doorsoun Vivien Endemann Laura Freigang Giulia Gwinn Marina Hegering Kathrin Hendrich Sarai Linder Sydney Lohmann Janina Minge Sjoeke Nüsken Alexandra Popp Felicitas Rauch Lea Schüller Bibiane Schulze (en) Elisa Senß (en)Merle Frohms                                                                      |